# Reichendorf
Reichendorf là một đô thị thuộc huyện Weiz thuộc bang Steiermark, nước Áo. Đô thị Reichendorf có diện tích 4,93 km², dân số thời điểm cuối năm 2005 là 609 người.